# Vinzenz Gnann
Vinzenz Gnann (* 6. April 1889 in Reichenbach; † 14. Oktober 1980 in Biberach an der Riß) war ein württembergischer Landrat.

## Leben
Gnann war von 1921 bis 1934 Bürgermeister von Bad Buchau. Nach dem 8. Mai 1945 war er Stellvertreter des Bürgermeisters in Ehingen (Donau). Am 1. April 1946 wurde er Regierungsrat. Von 1946 bis 1954 war er Landrat des Landkreises Ehingen.